# Gösta Lindh
Gösta Lindh (Örebro, 8 febbraio 1924 – Örebro, 4 gennaio 1984) è stato un calciatore svedese, di ruolo centrocampista.